# Hypericum canariense
O  Hipericão   é uma planta do género botânico da família Hypericaceae, espécie endémica das ilhas Canárias com a denominação: Hypericum canariense.
Apresenta-se como um arbusto caducifólio com até 4 metros de altura.
Apresenta-se com folhas sésseis, elípticas a oblongo-elípticas, de 2,5 a 7 centímetros de comprimento e caducas no Verão.
As flores desta planta são amarelas e reunidas em inflorescências terminais.
Trata-se de uma espécie endémica das Ilhas Canárias, característica das comunidades de substituição da floresta da Laurissilva do Barbusano. Na ilha da Madeira surge principalmente na face sul da ilha.
A floração desta planta dá-se entre maio e setembro.

## Uso farmacológico

### Indicações
- O hipericão está indicado no alívio dos sintomas depressivos.

### Reações adversas
- Fadiga, confusão, tonturas.[1]

### Interações
- Varfina, anti-retrovirais e contracetivos orais.[1][2]